# جريدة الفجر الجديد (الكويت)
جريدة الفجر الجديد (1991–1992)، هي جريدة كويتة صدرت مؤقتاً بعد أنتهاء الغزو العراقي للكويت لسد الفراغ وغياب الصحف الكويتية التقليدية، وكانت ملكيتها تتبع يوسف صالح العليان.